# ژلکو سوپیچ
ژلکو سوپیچ (کرواتی: Željko Sopić؛ زادهٔ ۲۶ ژوئیهٔ ۱۹۷۴) بازیکن فوتبال سابق و سرمربی اهل کرواسی است.
از باشگاه‌هایی که در آن بازی کرده است می‌توان به زاگرب، هاپوئل پتخ تیکوا، روت وایس اهلن، اسلاون بلوپو، بروسیا مونشن‌گلادباخ، و لوکوموتیو زاگرب اشاره کرد.
وی همچنین در تیم ملی فوتبال کرواسی بازی کرده است.
فرزند وی، لئون سوپیچ، نیز بازیکن فوتبال است که در آلمان متولد شده‌است و در پست مدافع بازی می‌کند.